# كنزي عماد الدفراوي
كنزي عماد الدفراوي (5 مايو 1994) هي لاعبة إسكواتش مصرية. فازت بأول لقب لها ضمن اتحاد الاسكواتش للسيدات خلال بطولة في لندن الكندية وذلك في سبتمبر 2014.
بدأت كنزي لعب الإسكواتش منذ سن السابعة، وبدأت تتنافس في البطولات الدولية في سن 13 سنة، لكنها اضطرت للخضوع لعملية جراحية في الركبة بعمر 14 سنة وتعافت من آثار الإصابة. تلقت تعليمها في كلية ترينيتي بكونيتيكت، ثم فازت ببطولة الناشئين الهولندية 5 مرات، والفرنسية والألمانية مرة واحدة، إضافة إلى بطولة أفريقية وعربية. كما فازت ببطولة العالم تحت 19 سنة مرتين.

## النشأة
ولدت كنزي في 5 مايو 1994 في القاهرة، والدها هو «عماد الدفراوي» المدير العام لفنادق ومنتجعات هيلتون، ووالدتها «نيفين عصام الباز» لاعبة تنس سابقة. بدأت لعب الإسكواتش في سن السابعة فقط، ولها 3 أخوات يلعبن الاسكواتش كذلك. تجيد كنزي العربية، الفرنسية والإنجليزية.

## الموهبة
كنزي مصنفة رقم 1 في الولايات المتحدة، حيث ساعدت فريق جامعتها في تحقيق المركز الثاني في البلاد بعد فريق جامعة هارفارد. أعلى تصنيف حصلت عليه داخل اتحاد الاسكواتش للسيدات هو المركز 27 في ديسمبر 2011.
في سنة 18 سنة التحقت بكلية ترينيتي بكونيتيكت وحصلت على المركز الأول في بطولة الجامعة، وواجهت بذلك المصنفة الأولى في الولايات المتحدة آنذاك «أمانادا سوبهي». وفي 2013 شاركت كمستجدة في فريق جامعة نيو انغلاند التابع للرابطة الوطنية لرياضة الجامعات وساعدت الفريق في الفوز بلقب بعد 29 موسم على التوالي من الاخفاقات.
كنزي الآن مصنفة في المركز الثاني عن الولايات المتحدة وفي المركز السادس في مصر. وانضمت كنزي في 2014 لاتحاد الاسكواتش للسيدات واستطاعت في نفس السنة تحقيق أول ألقابها تحت سقف الاتحاد في جولة بلندن، كندا في سبتمبر 2014 إضافة إلى بطولة «مستشفى سينتارا مارتا جيفيرسون المفتوحة» في 2016، «ريتشمون المفتوحة»، «بطولة عمان لاتحاد الاسكواتش الأردني المفتوحة»، «بلاي سكواتش المفتوحة» و«لايف ستاف المفتوحة». وفي 2017 فازت ب«ديلوارز المفتوحة للسيدات» و«كأس بال وغاينور سيسيناتي المفتوحة».